# 維斯克里瓦
48°35′40″N 38°17′28″E / 48.59444°N 38.29111°E
維斯克里瓦（烏克蘭語：Вискрива）是位於烏克蘭東部的村莊，由盧甘斯克州北頓涅茨克區的波帕斯納市鎮負責管轄。該村始建於1906年，面積0.51平方公里，海拔高度139米，2001年人口12，人口密度每平方公里23.5人。